# الدوري المغربي لكرة القدم 1990–91
الدوري المغربي لكرة القدم 1990-1991 هو الموسم 35 من البطولة الوطنية المغربية لكرة القدم . يتنافس خلاله 16 من أفضل الأندية الوطنية المغربية.توج بهذا الموسم فريق الوداد البيضاوي .